# Recherche médicale
La recherche médicale se divise en recherche fondamentale et clinique.
La recherche médicale fondamentale vise à mieux comprendre le corps humain et ses maladies.
La recherche médicale clinique se base sur les résultats de la recherche fondamentale pour inventer et prouver l’efficacité de nouveaux traitements,.

## Recherche médicale fondamentale
La recherche fondamentale en médecine vise à mieux comprendre le corps humain et ses maladies. Son spectre est très large et largement lié aux autres sciences. On peut principalement citer la biologie, la biochimie, l’histologie, l’anatomie, et la physiologie. La science est encore loin d’avoir percé tous les mystères de la vie. Les études de recherche fondamentale portent donc tant sur le fonctionnement normal que pathologique des systèmes vivants. Bien qu’elle n’ait pas d’application clinique directe, elle permet d’établir les fondements scientifiques sans lesquels rien n’est possible.

## Recherche clinique
La recherche clinique se base sur les résultats de la recherche fondamentale pour inventer et prouver l’efficacité de nouveaux traitements ou techniques. La première étape de la recherche clinique est appelée « recherche pré-clinique ». Cette recherche appliquée est effectuée par des laboratoires universitaires ou pharmaceutiques, sur des modèles biologiques (tests in-vitro) ou animaux (tests in-vivo). Lorsque les chercheurs pensent avoir trouvé un traitement efficace, on passe à l’étape suivante appelée « étude clinique ». Elle passe par la comparaison rigoureuse et objective, chez des malades, du diagnostic, du traitement prometteur et des meilleurs traitements connus. Cette comparaison des stratégies diagnostiques et thérapeutiques, dans des conditions de pratique courante, au moindre coût, correspond au concept américain de « comparative effectiveness research ».
Plus largement, on appelle « étude clinique » toute investigation menée sur des sujets humains en vue de découvrir ou de vérifier les effets cliniques et pharmacologiques d'un produit de recherche (nouveau médicament par exemple), ou encore d'étudier la façon dont un produit de recherche est absorbé, distribué, métabolisé et excrété afin d'en évaluer la sécurité ou l'efficacité. Une étude clinique peut également avoir pour but de développer ou d’évaluer de nouveaux équipements (imagerie médicale, …) ou de nouvelles techniques préventives, diagnostiques ou thérapeutiques.

## Processus
Développer et mettre sur le marché un vaccin ou un médicament après qu'un composé efficace ait été identifié est un long processus et coûteux. Il passe par la recherche en laboratoire sur les micro-organismes et le modèle animal, par le dépôt d'une demande d'autorisation d' essais cliniques sur l'homme ;  essais de phase I à III, par une approbation réglementaire et une demande de mise sur le marché,. Sauf pour le vaccin grippal mis à jour annuellement, ceci prend généralement plus d'une décennie,,.
Produire un vaccin ou médicament antiviral commence par l'identification d'aspects chimiques ou biochimiques et de molécules d'intérêt prophylactique, la vérification de leur stabilité, solubilité, etc. Ceci se fait partir de l'étude de modélisation, de l'étude de l'activité antivirale et d'éventuels effets secondaires observée in vitro puis in vivo,,.
Leur base peut être de nouvelles entités chimiques ou biochimiques prometteuses, candidates pour un vaccin ou un antiviral, ou il peut s'agir d'anciens médicaments prévus pour d'autres maladies qui se montrent efficaces contre une cible biologique liée à la maladie. Leur innocuité/toxicité, pharmacocinétique et leur métabolisation doit être testée chez l'homme,, avant et pendant les essais cliniques qui précisera aussi la dose et le calendrier d'utilisation.
L'industrie pharmaceutique doit ensuite passer au stade industriel, en optimisant son processus de production,. Ils examinent en outre le produit de l'aptitude au paquet comme capsules, comprimés, aérosols, injectable par voie intramusculaire, sous - cutanée injectable ou par voie intraveineuse des formulations. Ensemble, ces processus sont connus dans le développement pré-clinique et clinique sous le nom de chimie, fabrication et contrôle (CMC).
Les autorités sanitaires vérifient le respect des exigences réglementaires. après la demande de permis d'investigation de nouveau médicament[Quoi ?] (IND) ou de demande de licence biologique[Quoi ?] pour un vaccin,,,, des tests  pré-cliniques déterminent la toxicité et les effets secondaires ,. C'est une exigence réglementaire qu'une évaluation de la toxicité des principaux organes soit effectuée (effets sur le cœur et les poumons, le cerveau, les reins, le foie et l'appareil digestif), ainsi que les effets sur d'autres parties du corps qui pourraient être affectées par le médicament (par exemple, la peau si le nouveau vaccin doit être administré par injection cutanée). De plus en plus, ces tests sont effectués en utilisant des méthodes in vitro (par exemple, avec des cellules isolées), mais de nombreux tests ne peuvent être effectués qu'en utilisant des animaux de laboratoire pour démontrer l'interaction complexe du métabolisme et de l'exposition aux médicaments sur la toxicité.
Si l'IND est approuvé, le développement passe à la phase clinique et la progression des performances chez l'homme (si un vaccin est en cours de développement aux États-Unis) est surveillée par la FDA dans un « processus d'approbation du vaccin ».

### Phases d'essais cliniques
Les essais cliniques comportent trois à quatre étapes, :
- les essais de phase I, généralement sur des volontaires sains, déterminent la sécurité et le dosage ;
- les essais de phase II sont utilisés pour établir une lecture initiale de l'efficacité et explorer davantage l'innocuité chez un petit nombre de personnes atteintes de la maladie ciblée par les RCE ;
- les essais de phase III sont des essais randomisés contrôlés visant à déterminer l'innocuité et l'efficacité d'un nombre suffisamment important de personnes atteintes de l'infection. Si l'innocuité et l'efficacité sont prouvées de manière adéquate, les tests cliniques peuvent s'arrêter à ce stade et le nouveau médicament proposé (en anglais : NCE, new chemical entity) passe au stade de la demande de nouveau médicament (NDA)[3] ;
- les essais de phase IV sont des essais post-approbation qui sont parfois une condition attachée par les     agences de réglementation (comme la FDA aux États-Unis), également appelés études de surveillance post-commercialisation. Jusqu'à ce qu'un vaccin soit fourni à la population générale, tous les effets secondaires indésirables potentiels restent non identifiés, ce qui nécessite que les vaccins soient soumis à des études de phase IV avec des rapports réguliers du fabricant à l'agence de réglementation, via un système de déclaration des événements indésirables des vaccins (tel que le VAERS - Vaccine Adverse Event Reporting System, aux États-Unis) pour identifier les problèmes après le début de l'utilisation dans la population[7].

Le processus de définition des caractéristiques du médicament ne s'arrête pas une fois qu'un NCE commence des essais cliniques sur l'homme. En plus des tests requis pour déplacer un nouveau vaccin ou médicament antiviral dans la clinique pour la première fois, les fabricants doivent s'assurer que toutes les toxicités chroniques ou à long terme sont bien définies, y compris les effets sur les systèmes non contrôlés auparavant (fertilité, reproduction, système immunitaire, entre autres),.
Si un vaccin candidat ou un composé antiviral émerge de ces tests avec un profil de toxicité et d'innocuité acceptable, et que le fabricant peut en outre montrer qu'il a l'effet souhaité dans les essais cliniques, alors le portefeuille de preuves NCE peut être soumis pour approbation de commercialisation dans les différents pays. où le fabricant prévoit de le vendre. Aux États-Unis, ce processus est appelé une « demande de nouveau médicament » ou NDA,.
La plupart des RCE échouent pendant le développement du médicament, soit parce qu'ils ont une toxicité inacceptable, soit parce qu'ils n'ont tout simplement pas l'effet escompté sur la maladie ciblée, comme l'ont montré les essais cliniques,.

### Coût
Une étude de 2010 a évalué les coûts capitalisés et remboursables pour la mise sur le marché d'un seul nouveau médicament à environ 1,8 milliard de dollars et 870 millions de dollars, respectivement. Une estimation du coût médian des essais de 2015-2016 pour le développement de 10 médicaments anticancéreux était de 648 millions de dollars américains. En 2017, le coût médian d'un essai pivot dans toutes les indications cliniques était de 19 millions de dollars. Le coût moyen d'un essai pivot pour démontrer son équivalence ou sa supériorité par rapport à un médicament existant approuvé était de 347 millions de dollars.
Le coût total de la mise sur le marché d'un nouveau médicament (c'est-à-dire d'une nouvelle entité chimique) — de la découverte aux essais cliniques jusqu'à l'approbation — est complexe et controversé. En règle générale, les entreprises dépensent des dizaines à des centaines de millions de dollars américains,.
Dans une analyse des coûts de développement de médicaments pour 98 sociétés sur une décennie, le coût moyen par médicament développé et approuvé par une société pharmaceutique unique était de 350 millions de dollars. Mais pour les entreprises qui ont approuvé entre huit et treize médicaments sur dix ans, le coût par médicament a atteint 5,5 milliards de dollars, principalement en raison de l'expansion géographique du marketing et des coûts permanents des essais de phase IV et de la surveillance continue de la sécurité.
Les alternatives au développement de médicaments conventionnels ont pour objectif pour les universités, les gouvernements et l'industrie pharmaceutique de collaborer et d'optimiser les ressources.

### Taux de réussite
Une étude couvrant les années 1980 et 1990 a révélé que seulement 21,5% des candidats-médicaments qui ont commencé les essais de phase I ont finalement été approuvés pour la commercialisation. Au cours de la période de 2006 à 2015, le taux de réussite à l'obtention de l'approbation de la phase I pour les essais de phase III réussis était inférieur à 10 % en moyenne et à 11,5 % pour les vaccins. Les taux d'échec élevés associés au développement pharmaceutique sont appelés « taux d'attrition », ce qui nécessite des décisions pendant le développement du médicament pour « tuer » les projets tôt afin d'éviter des échecs coûteux,. Dans de nombreux cas, le programme intelligent et la conception des essais cliniques peuvent empêcher les résultats faussement négatifs. Des études et des comparaisons bien conçues de détermination de la dose avec un placebo et un bras de traitement de référence jouent un rôle majeur dans l'obtention de données fiables.

## Typologie des recherches cliniques

### Recherches interventionnelles
Une recherche est dite interventionnelle si elle modifie la prise en charge des patients ou si elle nécessite une procédure supplémentaire ou inhabituelle de surveillance ou de diagnostic.
Les recherches interventionnelles impliquent d'obtenir un avis du comité de protection des personnes. Il est impératif de recevoir une autorisation de l'ANSM ainsi que l'accord du patient.

#### Recherches portant sur les soins courants
Toute recherche impliquant une intervention relevant d'une pratique courante et nécessitant une procédure supplémentaire ou inhabituelle de surveillance ou de diagnostic. La recherche portant sur les soins courants nécessite l'avis du comité de protection des personnes, de notifier l'ANSM, l'avis du Comité consultatif sur le traitement de l'information en matière de recherche dans le domaine de la santé, l'autorisation de la Commission nationale de l’informatique et des libertés ainsi que la non-opposition du patient.

### Recherches non interventionnelles
« Etude dans le cadre de laquelle le ou les médicaments sont prescrits de la manière habituelle conformément aux conditions fixées dans l’autorisation de mise sur le marché. L’affectation du patient à une stratégie thérapeutique donnée n’est pas fixée à l’avance par un protocole d’essai, elle relève de la pratique courante et la décision de prescrire le médicament est clairement dissociée de celle d’inclure le patient dans l’étude. Aucune procédure supplémentaire de diagnostic ou de surveillance ne doit être appliquée aux patients et des méthodes épidémiologiques sont utilisées pour analyser les données recueillies »

- Recherches effectuées sur des patients (suivi de cohorte)

- Recherches effectuées sur des prélèvements (collections biologiques) : toute recherche sur des prélèvements biologiques issus du soin dont une partie est détournée pour la recherche. Ce type d'étude se fait donc sur un prélèvement déjà effectué et non sur un malade.

- Recherches effectuées sur des données : toute étude portant sur les données issues du soin détournées pour la recherche. Ce type d'étude se fait donc sur des données déjà recueillies et non sur un malade.

## Acteurs de la recherche clinique
Il existe différents acteur dans la recherche clinique :
- Le promoteur : c'est la personne physique ou morale qui est à initiative de la recherche et qui en vérifie le financement ;
- L'investigateur : personne physique qui dirige et surveille la réalisation de la recherche conformément au protocole établi. Ce doit être un médecin inscrit à l'Ordre des médecins. Lorsque la recherche est multicentrique (dans plusieurs centres), il peut y avoir plusieurs investigateurs dont un principal ;
- Les collaborateurs : personnes physiques, membres de l'équipe de investigateur, ils peuvent être médecin ou non ;
- Les participants : personnes physiques volontaires participant à la recherche ;
- Le comité de protection des personnes : comité agréé par le Ministère de la Santé composé de professionnels de santé et de personnes issus de la société civile, veillant à la validité de la recherche dans le respect des conditions fixées par la loi. Il émet deux avis consultatifs sur la validité scientifique (la pertinence de la recherche) et sur l’aspect éthique de la recherche[18].

## Recherche sur les humains
Bien que les tests in vitro ou sur des modèles animaux apportent des informations précieuses dans les premières étapes des recherches, seuls des tests sur êtres humains peuvent confirmer que les résultats obtenus lors de ces étapes sont transposables à l'homme. Or, de nombreuses études scientifiques (Brey et al., Neurology, 2004) soulignent les difficultés auxquelles sont confrontés les chercheurs lors de la recherche de volontaires et l’impact négatif de cette situation sur les avancées de la médecine. Autant certaines causes sont médiatisées (don de sang, d'organes), autant jouer « cobaye » reste tabou et mal vu par l’opinion publique.
Cette mauvaise presse dans l'opinion publique n'est pas tout à fait fondée. Bien que certains accidents aient eu lieu lors d'essais cliniques (comme à Rennes en 2016), le risque reste minime et comparable à celui de la plupart des activités quotidiennes (rouler en voiture, prendre l'avion, etc.). En Europe, la recherche sur les humains est strictement réglementée, principalement par la Déclaration d’Helsinki et le règlement européen n° 536/2014.
Le cadre légal français "s'accompagne d'une catégorisation tripartite en fonction du degré de risque encouru par les participants (recherche interventionnelle ; recherche à risques et contraintes minimes, et autres que celles portant sur les médicaments ; recherche observationnelle).
Un élément primordial de cette réglementation concerne le « consentement libre et éclairé », qui doit être obtenu du volontaire avant toute expérience, en connaissance de cause et libre de toute influence externe.
Volontaires sains
Certaines études, par exemple celles sur l'homme normal ou les essais thérapeutiques de phase 1, requièrent des « volontaires sains », c’est-à-dire sans pathologie qui puisse perturber les résultats de l’étude. Néanmoins, personne n'est parfait : chacun souffre ou a souffert, un jour ou un autre, d'une maladie ou d'une anomalie. Il faut donc comprendre le terme « volontaire sain » par rapport au contexte. Pour un test dermatologique, un sujet qui souffre d'hypertension peut être considéré « sain ». Il n'en va pas de même si l'essai porte sur un médicament hypotenseur.
Volontaires malades
Les volontaires malades pour la recherche médicale sont les personnes qui participent à une expérience liée à leur maladie. Bien que les essais thérapeutiques de médicaments soient les plus répandus, les recherches peuvent également porter sur la compréhension fondamentale de la maladie ou le développement de nouvelles techniques préventives, diagnostiques ou thérapeutiques.
Études randomisées
La meilleure manière de mener des études pour améliorer le traitement d'une affection grave est de concevoir un protocole d'étude, où on compare deux « bras » de l'étude, à savoir deux (ou plusieurs) attitudes thérapeutiques. Les patients qui acceptent d'être inclus dans l'étude sont tirés au sort (random signifie « au hasard », en anglais), afin de se voir attribuer un des traitements de l'étude. Lorsque assez de patients ont été inclus, et que la durée du traitement a été suffisante, des statisticiens comparent les résultats afin de voir quel est le traitement qui donne les meilleurs résultats (plus grande proportion de malades guéris, survie allongée, moins grande toxicité pour des survies identiques, meilleure qualité de vie, etc.). Idéalement, le médecin qui assure le suivi quotidien du patient ne connaît pas le bras dans lequel se trouve le malade. Ceci permet d'éviter l'enthousiasme du médecin qui serait persuadé, au départ, qu'un bras est supérieur à un autre.
Il faut rappeler qu'il arrive régulièrement que le nouveau traitement, fruit d'un raisonnement sur des bases toujours incomplètes (les médecins ne savent pas tout de l'homme ni de ses affections) donne des résultats moins bons que les anciens traitements ; c'est ce qui justifie la réalisation de telles études randomisées en double aveugle.